# Tribu Seminola de Florida

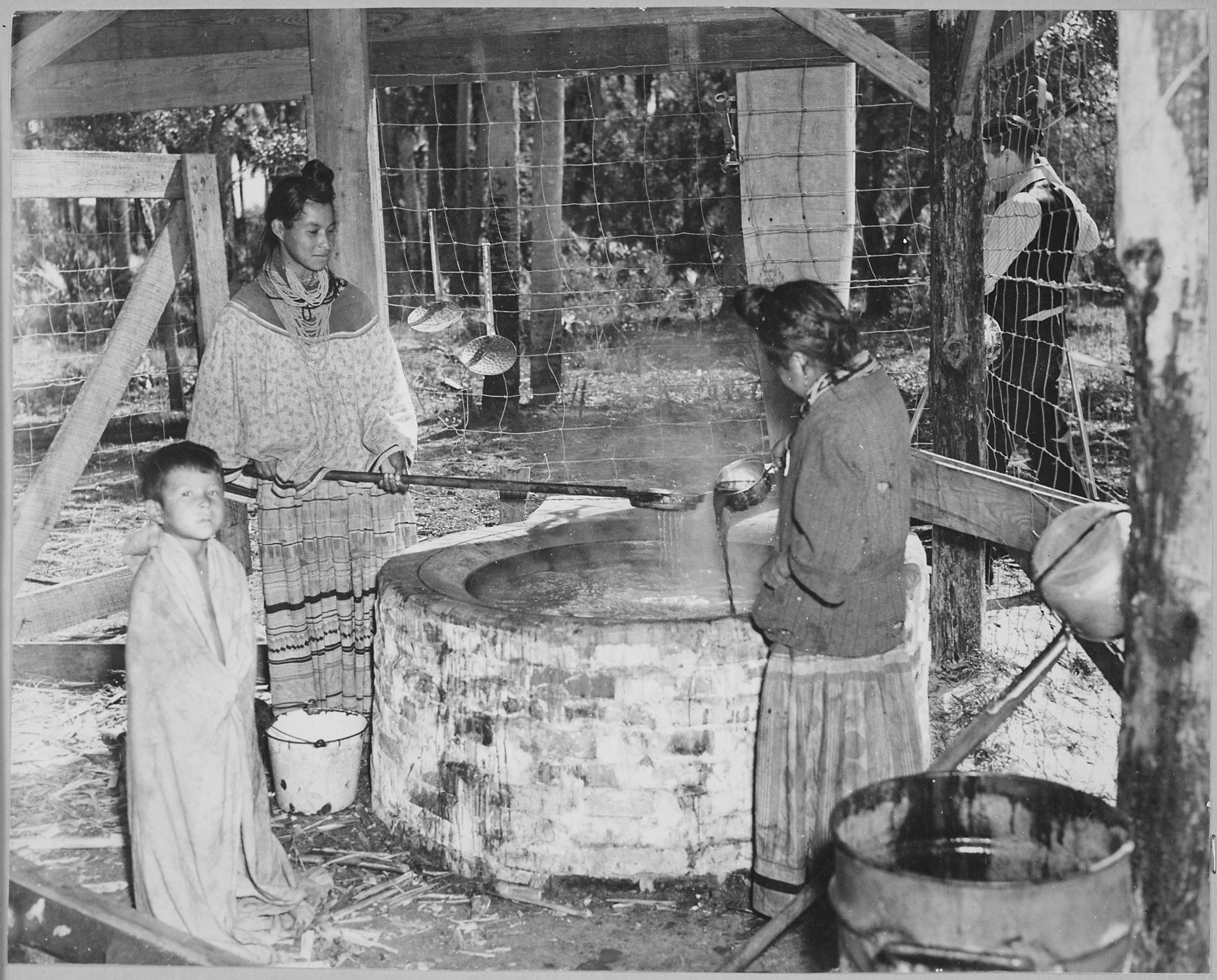
Dones seminola preparant xarop de canya, 1941

La Tribu Seminola de Florida és una tribu reconeguda federalment dels seminola a l'estat de Florida. Juntament amb la Nació Seminola d'Oklahoma i la Tribu Miccosukee d'Indis de Florida és una de les tres entitats tribals reconegudes federalment. Va rebre aquests status en 1957. Té sis reserves índies a Florida.
Des de 1975, quan es va establir botigues de tabac lliures d'impostos i una operació d'alt risc de bingo es va convertir en el primer joc tribal als Estats Units, la tribu ha generat més ingressos pel joc per a l'educació, el benestar i el desenvolupament econòmic. Una auditoria tribal de 2005 va dir que aquell any havia obtingut 1.100.000.000 dòlars en ingressos. La tribu exigeix que els membres tinguin almenys un quàntum de sang seminola d'una quarta part.

## Història
Els seminola va sorgir en un procés d'etnogènesi de diversos grups de nadius americans que es van assentar a Florida al segle xviii, la majoria de forma significativa creeks de l'actual Geòrgia i Alabama. Aquests colons es van distanciar cada vegada més d'altres grups creek, i es van expandir i van prosperar a causa de la seva xarxa de comerç pròsper a la Florida britànica i a la Florida espanyola (c 1767-1821). Durant aquest període, es van desenvolupar aliances amb afroamericans cimarrons, majoritàriament esclaus fugitius del Sud i alguns negres lliures de l'època espanyola. Aquests es coneixien com a seminoles negres, qui establiren ciutats properes als assentaments indígenes.
Durant les Guerres Seminoles contra els Estats Units en el segle xix, sobretot després de la segona guerra, la majoria de seminoles i seminoles negres van ser obligats pels Estats Units a traslladar-se a l'oest del riu Mississippi a Territori Indi. Un grup més petit - possiblement menys de 200 - es va negar a sortir de Florida i es va introduir profundament en els Everglades, on van resistir a les forces nord-americanes i mai van ser derrotats. Van fomentar una cultura d'independència incondicional. El moderns seminoles de Florida, Miccosukee i Tradicionals descendeixen d'aquests supervivents.
Els seminoles de Florida van restablir relacions limitades amb els governs dels Estats Units i de Florida al segle xix, i pel segle XX es van concentrar en cinc campaments als Everglades. La part que parlava més muskogee es consolidà a la part nord dels Everglades, prop del camp Cow Creek, pel que serien coneguts com a Seminoles Cow Creek. Els miccosukee, que parlaven el mikasuki, es trobaven al sud, en una zona solcada per la finalització del Camí de Tamiami en 1928.
Els seminoles Cow Creek van rebre una reserva de 5.000 acres (20 km²) en la dècada de 1930, començant amb la reserva índia de Brighton. Al principi, pocs deminoles tenien cap interès a tornar a viure a les reserves, preferint el seu estil de vida tradicional a una vida més sedentària a la reserva. Arran dels esforços dels missioners cristians creek, més seminoles es van traslladar a reserves en la dècada de 1940 per formar les seves pròpies esglésies. Altres factors que van influir en el trasllat foren el drenatge dels aiguamolls de Florida i el canvi cap a l'agricultura a gran escala. Això va contribuir en la disminució de la caça i altres recursos per part de la població en expansió de l'Estat, reduint la capacitat dels pobles tribals a viure de forma tradicional.

### Reorganització tribal
En 1953, el seminoles van ser informats que estaven a la llista del Congrés per terminar el seu estatut tribal i beneficis federals, sota el programa del govern federal de reduir despeses i determinació que algunes tribus ja no necessitaven cap mena de relació especial. Una terminació podria provocar el seu desallotjament de les tres reserves de l'època. Pocs seminoles havien acabat la preparatòria, i es preocupaven sobre llur capacitat d'organitzar-se com a tribu per tal de tractar amb el govern.
Un altre problema va ser que el govern federal persistia en classificar tots els 918 amerindis a la zona de l'agència com a seminoles, tot i que els 305 miccosukee i tradicionals més a prop del camí de Tamiami no d'identificaven amb la reserva seminola, una posició que havien afirmat des de la dècada de 1920. Els seminoles apel·laren perquè continués la supervisió federal fins que poguessin preparar-se millor per gestionar els seus afers.
El superintendent de l'Agència Seminola a Florida va demanar als líders tribals que elegissin els representants de les reserves: Dania (ara Hollywood) va estar representada per Sam Tommie i Laura Mae Osceola; Brighton per Billy Osceola i Toby Johns; Big Cypress per Josie Billie i Jimmie Cypress; i la gent del Camí per Henry Cypress i Curtis Osceola com a representants fundadors. Es van cercar intèrprets en creek i mikasuki. Encara que les tradicionals o els del Camí volien continuar amb el seu Consell Tribal, els seminoles van continuar desenvolupant una forma alternativa de govern.
Van anar a Washington per testificar davant el Congrés, i van sol·licitar l'ajuda dels grups de dones que havien format per ajudar a Seminole, com The Friends of the Seminoles Florida Foundation, Inc., the Seminole Indian Association, Indian Welfare, i els Florida Federation of Women's Clubs. Els seus agents també van testificar per als seminoles. Les dones havien desenvolupat organitzacions per ajudar els seminoles; per exemple, van ajudar a donar suport als nens per anar a internats, van pressionar per aconseguir que els seminoles fossin admesos a les escoles públiques locals, que van ser segregades racialment de manera binària, i prestar diners als homes que intentaven comprar cases.
Els seminole consultaren amb altres tribus i experts per ajudar-los a desenvolupar la seva estructura de govern, i van redactar una constitució i estatuts corporatius, segons el model de la Llei de Reorganització Índia de 1934. La votació es va obrir en 1957 per als 448 de la reserva Seminole i qualsevol dels indis del Camí que hi volguessin participar; els seminoles va aprovar la constitució i estatuts corporatius el 21 d'agost de 1957. La Tribu Seminola de Florida va rebre reconeixement federal aquest mateix any.
Aquest procés havia accentuat les diferències entre els grups. Els pobles del Camí, que eren parlants mikasuki, van formar el seu propi govern, rebent el reconeixement de l'Estat el 1957 i el reconeixement federal com a Tribu d'Indis Miccosukee de Florida en 1962. Alguns Tradicionals es va negar a afiliar-se a qualsevol tribu, sense voler relacions amb el govern federal. Els miccosukee tenien terres preses de les reserves en fideïcomís per a ells pel govern federal. A més, les dues tribus van fer un contracte d'arrendament a llarg termini el 1983 amb l'estat de la Florida per a l'accés i ús de prop de 200.000 hectàrees d'aiguamolls.

## Govern i economia
La Tribu Seminola de la Florida està dirigida per un consell tribal electe integrat per representants de cadascuna de les seves reserves. S'elegeix un president i vicepresident com a líders. La seu tribal està a Hollywood (Florida).
En 1975 Howard Tommie fou reelegit com a cap per a un segon mandat per un ampli marge. Va liderar la tribu en 1979 en una sèrie d'iniciatives importants que van crear una nova direcció per al poble, amb l'afirmació de la sobirania, significativa generació d'ingressos, i es va accelerar el desenvolupament econòmic. Va instar l'acceptació de la reclamació de terres dels Estats Units el 1976; els seminoles de Florida i Oklahoma negocien des de fa més d'una dècada abans d'arribar a un acord final en 1990 pel que fa a la distribució dels fons fiduciaris. Va iniciar negociacions amb l'estat de Florida més dels drets d'aigua a les reserves seminoles, guanyant capacitat jurídica i protecció dels seus recursos.
Aprendre de les operacions en la reserva Colville a l'estat de Washington, Tommie va dirigir l'establiment d'una botiga de cigarrets lliures d'impostos en el Reserva Hollywood, on la tribu va començar a generar ingressos més important. Següent perseguir un alt risc  bingo. Operació en la seva reserva, que també va començar a generar ingressos substancials
Aprenent de les operacions dels colville-okanagon a l'estat de Washington, Tommie va dirigir l'establiment d'una botiga de cigarrets lliures d'impostos a la reserva índia de Hollywood, on la tribu va començar a generar els ingressos més important. Següent crearen un bingo d'alt risc a la seva reserva, que també va començar a generar ingressos substancials.
L'actual cap és Jim Billie, qui fou reelegit en 2011 amb el 58,4% dels vots, després de servir des de 1979 fins a 2001. Va liderar la tribu mitjançant una dramàtica expansió de les operacions, amb el desenvolupament de nous programes i facilitats que va invertir els ingressos generats pels jocs i relacionats amb l'entreteniment. El pla de 1979 per al bingo d'altes apostes va sobreviure a impugnacions judicials, i els seminola inauguraren en 1981 el primer gran establiment de jocs indi. Els canvis posteriors en les lleis federals i estatals han obert el camí a desenes d'altres tribus per augmentar els seus ingressos a través del desenvolupament dels casinos de joc, centres turístics i relacionats amb hotels i botigues. Totes generen ingressos, així com per als estats en què s'ubiquen, en virtut dels pactes regulats per la Indian Gaming Regulatory Act de 1988.
La tribu seminola té sis reserves. Han desenvolupat més grans hotels i complexos relacionats amb el joc en algunes dels seus reserves. Des de 2007, la tribu ha estat amo de la franquícia Hard Rock Cafe, i l'establí als seus hotels i casinos. Actualment tenen un total de set casinos. El turisme, tant en relació amb els casinos i en termes d'atreure la gent a les reserves de caça, pesca, i visites guiades, també forma part de la seva economia.
Altres parts importants de la seva economia es basa en la producció de cítrics i ramaderia en les reserves de Brighton i Big Cypress, i silvicultura. A partir d'un petit grup de bestiar portat d'Occident en la dècada de 1930, la Tribu Seminola ha desenvolupat les 12 explotacions ramaderes més grans del país. Es troben principalment en les reserves de Big Cypress i Brighton. En un desenvolupament relacionat, des de 2008 la Tribu Seminola ha comercialitzat la seva carn bovina sota la marca Seminole Beef. L'estan oferint en els seus Hard Rock Cafe i hotels, i tenen intenció de comercialitzar-la a altres tribus índies, instal·lacions militars, restaurants i supermercats a tot el país.
D'acord amb una auditoria tribal, el 2005 la tribu va obtenir 1.100.000.000 de dòlars en ingressos. Paguen un dividend als membres de la tribu en forma mensual a partir d'una porció dels ingressos a la tribu. Al febrer de 2012 el Tampa Bay Times va informar que la Tribu Seminola donava treball a un total de 12.000 persones a la seva seu i als sis casinos.

## Membres
A la primera part del segle xx, els seminoles encara eren majoritàriament de pura sang i tenia prohibicions contra els membres que es casaven fora de la tribu. En una entrevista de 1999 Betty Mae Tiger Jumper, presidenta de la tribu el 1967-1971, va dir que a finals de 1920 homes medicina seminoles havien amenaçat de matar-la a ella i al seu germà, aleshores nens petits, perquè eren mestissos d'un pare blanc. Es va assabentar que altres mestissos havien estat assassinats. El seu besoncle es va mudar amb la seva família a la reserva Dania per seguretat.
De manera similar, Jim Billie, l'actual cap, que també té un pare blanc, van relatar que, quan era un nadó, va ser amenaçat el 1944 pels homes de la tribu perquè era un mestís; la seva mare i Betty Mae Tiger, aleshores una jove, li van salvar la vida.
La tribu s'ha tornat més obert als matrimonis mixtos. També permet viure a la reserva als cònjuges no tribals (inclosos blancs o negres), al contrari que en èpoques anteriors. S'exigeix que els membres tribals tinguin un quàntum de sang documentat d'almenys una quarta part d'ascendència seminola.
Pel 2000 hi havia al voltant de 2.000 membres registrats a la tribu, dels quals uns 1.300 vivien a les reserves. La tribu inclou alguns seminoles negres, inclosos 50 que viuen a la reserva Fort Pierce.

## Reserves
La Tribu Seminola actualment té sis reserves:
- Reserva índia de Big Cypress, la més gran, té 212,306 km²)[18]
- Reserva índia de Brighton, 147,862 km²
- Reserva índia de Hollywood, 2,01 km²[23]
- Reserva índia d'Immokalee
- Reserva índia de Tampa
- Reserva índia de Fort Pierce, un lloc de 0,20 km² al comtat de St. Lucie, près en fideïcomís per a la tribu en 1995 pel Departament de l'Interior dels Estats Units. La tribu hi ha construït un modern desenvolupament d'habitatge, conegut com a Chupco's Landing, i un centre comunitari per als membres.

## Plets per reclamacions de terres
Pel 1961 els Seminola de Florida va presentar una demanda contra el govern federal per les reivindicacions de terres relacionades amb el que havien cedit al Tractat de Moultrie Creek de 1823, quan els seminoles es van veure obligats a ocupar una reserva al centre de Florida. Els Seminoles d'Oklahoma també va presentar una reclamació.
Abans d'arribar a la solució en 1976, la Comissió de Reclamacions Índies combinà aquestes afirmacions, dient que els seminoles havien perdut 24 milions d'hectàrees, per això van atorgar una liquidació total de 16 milions de dòlars. Per llavors els descendents eren representats per la reconeguda federalment Tribu Seminola de Florida, la Nació Seminola d'Oklahoma i la Tribu d'Indis Miccosukee de Florida; els Tradicionals no organitzats a Florida van tenir representació legal independent. Els grups d'Oklahoma i Florida van haver de negociar pel que fa a com es repartirà la liquidació, el que serien els primers contactes entre ells en un segle. Els diners va ser posat en la fidúcia i guanyaren interessos durant aquests anys.
El 1990, els grups van acordar finalment que la Nació Seminole d'Oklahoma rebria tres quartes parts de la liquidació, sobre la base dels registres de població de 1906-1914, quan els membres tenien quàntum de sang; i els Seminola de Florida van rebre un quart del total, sobre la base dels censos reconstruïts de principis del segle xx. En el moment de la liquidació, les dues tribus i els Tradicionals de Florida van tenir un major percentatge de pura sang a causa de les seves pràctiques matrimonials endogàmiques; també tenien requisits de quàntum sang d'afiliació tribal. El 1990, el valor total de la fidúcia havia arribat als 46 milions de dòlars.

## Llengua
La majoria dels membres de la tribu són bilingües, parlen el mikasuki (que també és parlat per la tribu Miccosukee) i l'anglès. En la dècada de 1970, tots els membres de la reserva Big Cypress encara parlaven mikasuki, i també la major part dels seminoles. El muskogi és parlat per alguns seminoles de Florida, especialment els que viuen a la reserva de Brighton. L'ús d'ambdues llengües muskogi ha decaigut entre els joves.

## Cultura
Els seminoles continuen observant pràctiques tradicionals com la Cerimònia del Blat de Moro Verd. Tenen dos camps cerimonials en les fronteres de la Reserva Nacional Big Cypress.
A més, s'han creat algunes noves celebracions: la Big Shootout a Big Cypress, celebrada des de 1997, van agregar una recreació històrica anyal de la Big Shootout, en el que prenen la part forces seminoles, seminoles negres i estatunidenques.
En 1956 Betty Mae Tiger Jumper (que més tard seria elegida presidenta de la tribu) i Alice Osceola crearen el primer diari tribal, Seminole News, que es venia a 10 cèntims la còpia. Es va deixar de publicar després d'un temps, però el 1972 es va editar Alligator Times. En 1982 fou reanomenat Seminole Tribune, com continua actualment. Betty Mae Tiger Jumper esdevingué editora en cap; com a narradora d'històries tribal hi va contribuir amb històries i articles sobre la cultura seminola tradicional. El 1989 la revista mensual Seminole Tribune va ser el primer diari nadiu americà a guanyar un Premi Robert F. Kennedy de Periodisme. Aquest any, també va ser nominada a un Premi Pulitzer. Membre de la Native American Journalists Association, en 1997 va guanyar cinc premis de l'organització.

## Notables seminoles de Florida
- Abiaka (Sam Jones), home medicina durant les Guerres Seminola
- Jim Billie, Cap de la tribu el 1979-2001; reelegit en 2011
- Betty Mae Tiger Jumper, primera i única cap de la tribu (1967-1971), editora de Seminole Tribune,[28] Directora de Comunicació de la tribu,[29] i última matriarca del clan Serp. Parla muskogee, mikasuki, i anglès.[30]
- Osceola (William Powell), cap de guerra durant les Guerres Seminoles
- Micanopy, principal cap seminola des de 1825 durant la Segona Guerra Seminole i la deportació, fins a la seva mort en 1849 a Territori Indi
- Jim Shore, primer seminola de Florida en esdevenir advocat, actualment Conseller General de la Tribu,[19] va tenir un paper important en les reclamacions de terres de finals del segle XX[31]
- Howard Tommie (28 de maig de 1938),[32] líder polític i president durant dos mandats del Consell Tribal que va iniciar programes en la dècada de 1970, incloent l'acceptació de la liquidació de reclamacions de terres dels Estats Units; negociació reeixida amb Florida pels drets d'aigua per a les reserves seminoles, i l'establiment de botigues de tabac lliures d'impostos i bingos com a generadors d'ingressos. Parla muskogee, mikasuki, i anglès.[33]